# Formula–1 orosz nagydíj
A Formula–1 orosz nagydíj (oroszul: Гран-при России) a Formula–1-es világbajnokság egyik futama, amelyet 2014-től 2021-ig rendeztek meg. A pálya Szocsiban található, a neve Sochi Autodrom.

## Előzmények
2000 novemberében Moszkva önkormányzata és a TWR (Tom Walkinshaw Racing) szerződést kötött egy két év alatt elkészülő versenypálya építéséről. A moszkvai Nagatyino félszigetre tervezett beruházás költségét 100 millió dollárra becsülték. 2001 májusában Bernie Ecclestone elmondta, hogy várhatóan 2003-ban Formula–1-es versenyt rendezhetnek Oroszországban. 2002 márciusában Hermann Tilke jelezte, hogy még nem kezdődött meg az építés, így az első orosz nagydíj tervezett időpontja is csúszhat. Néhány nap múlva 2004-re módosult a dátum. 2002 októberében Jurij Luzskoj moszkvai főpolgármester nyilvánosságra hozta, hogy a versennyel kapcsolatos szerződés előkészítő tárgyalása megszakadt, mert a feltételek a rendező város részére vállalhatatlanok voltak.

## Szocsi
2010 októberében Putyin orosz miniszterelnök és Ecclestone megállapodott arról, hogy 2013-ra 200 millió dollárból Formula–1-es versenyre alkalmas versenypályát építenek Szocsiban. Ahol 2014-től rendeznék az orosz nagydíjat. A pálya időre elkészült és az orosz nagydíj helyet kapott a 2014-es versenynaptárban.

### 2022-es nagydíj
Miután Oroszország 2022. február 24-én megtámadta Ukrajnát, a Nemzetközi Automobil Szövetség közleményben jelezte, hogy a "jelenlegi körülmények között" lehetetlen megrendezni az Orosz nagydíjat.

## Szentpétervár

Igora Drive Autodrome

2021 júniusában bejelentették, hogy a versenyt 2023-tól a Szentpétervártól 54 kilométerre fekvő Igora Drive Autodrome pályán rendezik meg. 2022. március 3-án a FIA bejelentette, hogy az orosz nagydíjra 2025-ig szóló szerződést felbontja.

## Futamgyőztesek
| Év   | Versenyző       | Konstruktőr | Pálya         | Összefoglaló |
| ---- | --------------- | ----------- | ------------- | ------------ |
| 2025 | Törölve         | –           | Szentpétervár | –            |
| 2024 | Törölve         | –           | Szentpétervár | –            |
| 2023 | Törölve         | –           | Szentpétervár | –            |
| 2022 | Törölve         | –           | Szocsi        | –            |
| 2021 | Lewis Hamilton  | Mercedes    | Szocsi        | Összefoglaló |
| 2020 | Valtteri Bottas | Mercedes    | Szocsi        | Összefoglaló |
| 2019 | Lewis Hamilton  | Mercedes    | Szocsi        | Összefoglaló |
| 2018 | Lewis Hamilton  | Mercedes    | Szocsi        | Összefoglaló |
| 2017 | Valtteri Bottas | Mercedes    | Szocsi        | Összefoglaló |
| 2016 | Nico Rosberg    | Mercedes    | Szocsi        | Összefoglaló |
| 2015 | Lewis Hamilton  | Mercedes    | Szocsi        | Összefoglaló |
| 2014 | Lewis Hamilton  | Mercedes    | Szocsi        | Összefoglaló |